# Trolleite
La trolleite è un minerale.